# Trò chơi năm 1998
Trang này liệt kê các board game,  card game, wargame, miniatures game, và trò chơi nhập vai tabletop xuất bản năm 1998.  Đối với trò chơi điện tử, xem Trò chơi điện tử năm 1998.

## Trò chơi được phát hành hoặc phát minh năm 1998
- Alpha Blitz
- Alternity (trò chơi nhập vai)
- Aquarius
- Bosworth
- CORPS (hệ thống trò chơi nhập vai)
- Cranium
- Crimson Skies
- Deadlands: Hell on Earth (trò chơi nhập vai)
- Devil Bunny Needs a Ham
- Doomtown
- Elfenland
- The Extraordinary Adventures of Baron Munchausen (trò chơi nhập vai)
- Falling
- Filthy Rich
- GIPF
- Great War at Sea: US Navy Plan Orange
- Great War at Sea 2: The North & Baltic Seas
- Guillotine
- Knightmare Chess 2
- Legend of the Burning Sands
- Lord of the Fries
- Lotus
- Panzer Grenadier
- Reminiscing:The Millennium Edition
- Return to the Tomb of Horrors (for phiên bản thứ 2 AD&D)
- Revelation (trò chơi nhập vai)
- Samurai
- Star*Drive (trò chơi nhập vai)
- Star Trek: The Next Generation Role-playing Game
- TAMSK
- Through the Desert
- Tribe 8 (trò chơi nhập vai)
- Twisted Golf
- Warhammer 40,000 (phiên bản thứ 3, bản gốc phát hành năm 1987)
- Warhammer Ancient Battles
- War of Resistance, China Theater 1937-1941 (Game Research/Design)

## Giải thưởng trò chơi được trao năm 1998
- Spiel des Jahres: Elfenland - Alan R. Moon, Amigo Spiele
- Games: Fossil

## Sự kiện lớn liên quan đến trò chơi năm 1998
- Hasbro mua tên gọi "Avalon Hill", và quyền sở hữu tựa đề Avalon Hill với giá 6 triệu đô la Mỹ.
- Rio Grande Games được thành lập.